# ぴあフィルムフェスティバル
ぴあフィルムフェスティバル（Pia Film Festival）は、「新しい才能の発見と育成」「映画の新しい環境づくり」をテーマに、毎年東京をはじめ各地で開催されている映画祭である。略称はPFF。同映画祭は、自主映画の為のコンペティション「PFFアワード」と、国内外の貴重な作品を紹介する「招待作品部門」の2本柱で展開される。「PFFアワード」入選者の中からは、後にプロの映画監督として活躍する人たちが180名を超え、若く新しい才能が集う場所として、広く認知されている。また、映画製作から劇場公開までのトータルプロデュース、映画イベント等の企画・運営等を行い、映画のつくり手、観客双方の活性化にも努めている。

## 歴史・背景

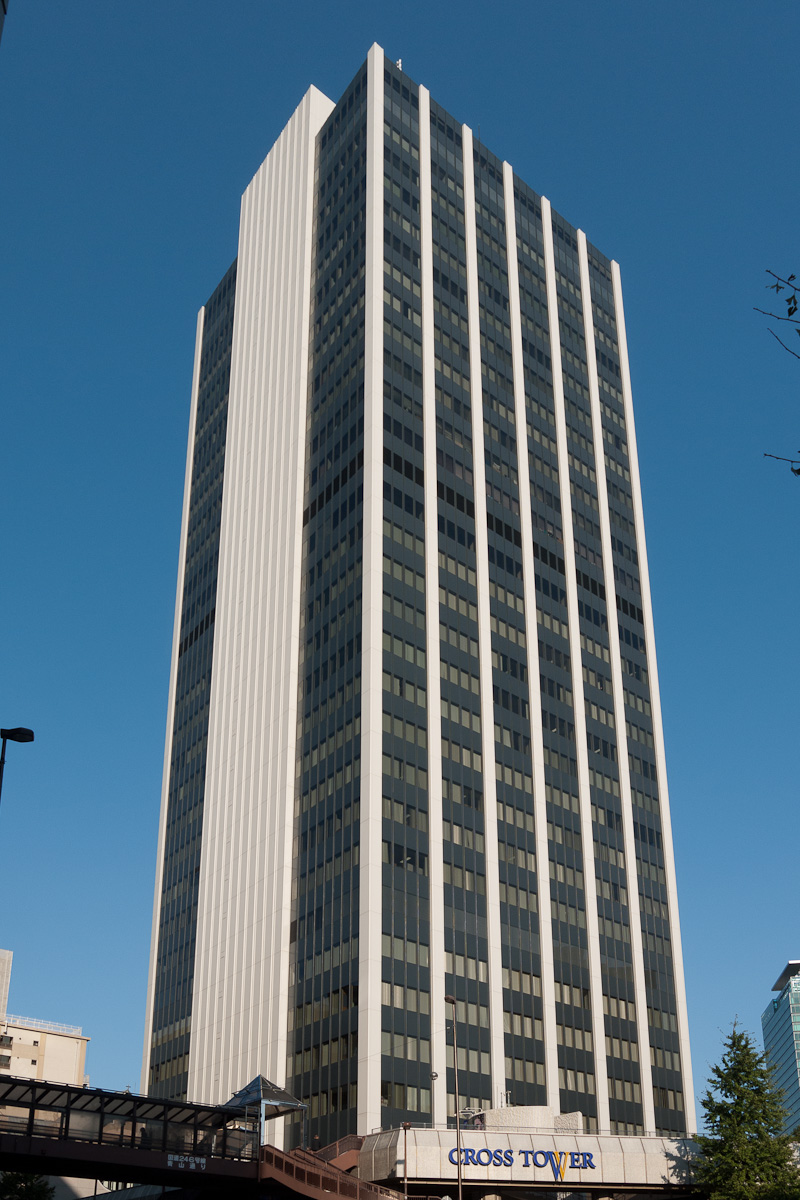
2005年（第27回）から2008年（第30回）までの会場だった「渋谷東急」（2013年5月23日閉館）が入居していた渋谷クロスタワー

1970年代後半、テレビや洋画の攻勢等による日本映画の衰退は進み、大量のスタッフを雇用して映画を量産していた撮影所システムが崩壊、従弟制度が崩れ始め、映画監督を養成していた助監督採用も少なくなり、自主映画作家だった大林宣彦、大森一樹が、それぞれ東宝・松竹に招聘されるなど、時代の流れが変わり始めていた。「映画会社が監督を育てないなら、自主映画から人材を発掘するしかない」と映画趣味が高じてぴあを起業した矢内廣と林和男らは考えた。「日本映画の火を絶やさない」との理想から1977年に東京東大泉の東映東京撮影所での「第一回ぴあ展」の一企画、〈映像部門〉「第一回自主映画展」としてオールナイト上映でスタートした。当時は雑誌「ぴあ」を通じて公募した作品をぴあスタッフが審査した。1979年「Off Theater Film Festival」と名称を改めるが、第4回目開催の1981年より現在の「ぴあフィルムフェスティバル」に改名され、定着した。
1984年、映画製作援助制度である「PFFスカラシップ」を創設。3000万円の奨学金を開始し、育成体制を整えた。以降、2003年頃まで毎年700作品前後の応募が続いた。但しアマチュア作品から選ぶ以上、見返りは微々たるもので。運営費用は毎年数千万単位だが黒字になることはなかった。矢内は「映画界が盛り上がればチケット販売にも反映すると割り切っている」と話す。1990年代後半にネットの普及、ブロードバンド化で映画のコンテンツとしての魅力が高まり、TBS、イマジカ、NTTブロードバンドイニシアティブなどが協力を申し出、共同で運営会社「PFFパートナーズ」を設立した。
これまでに森田芳光、石井聰亙、黒沢清、橋口亮輔、矢口史靖、園子温、熊切和嘉、李相日、荻上直子、内田けんじ、石井裕也など、現在日本映画界で活躍する監督を多く輩出している。
これ以前から飯村隆彦や大林宣彦たちと個人的な映画作りの時代が来ると信じ、長きに亘り、自主映画の活動を続けていた高林陽一は、『キネマ旬報』1981年5月下旬号の長谷川和彦と石井聰亙との対談で、「要するに読売新聞の巨人軍（笑）。『ぴあ』の拡販素材であり、そのためのイベントです。僕は去年の同じイベント『オフシアター・フィルムフェスティバル'79』というネーミングに基本的に疑問を持っています。新商業主義です『ぴあ』のあれは」と批判している。
1989年には、現在のPFF全国ツアーの先駆けとなる「インディーズジャム'89」が大阪で話題を呼び、その後名古屋、神戸、福岡、仙台、京都と日本全国各地でのPFF開催を展開している。また、「PFFアワード」入選作品や「スカラシップ」作品を海外映画祭へ出品するなど、新人監督の海外での活躍をサポートする活動も進めている。2005年、第14回PFFスカラシップ作品、内田けんじ監督『運命じゃない人』がカンヌ国際映画祭批評家週間で4賞を受賞。また、第17回PFFスカラシップ作品、熊坂出監督『パーク アンド ラブホテル』が、2008年ベルリン国際映画祭にて最優秀新人作品賞を受賞する快挙を果たした。
1999年からは、PFFの主旨に賛同する映画、映像関連企業によりPFFパートナーズを結成、2008年には30回目を迎えた。翌年2009年の第31回は、日本唯一の国立映画機関、東京国立近代美術館フィルムセンター（現 国立映画アーカイブ）に会場を移し、同機関との共催を実現した。なお、2013年の第35回は、5年ぶりに渋谷に会場を移し、渋谷パルコパート3・8階のシネクイントで開催された。
2005年には「PFFアワード」入選監督が最新技術を学べる早稲田大学への推薦入学制度、産学連携を行う。2006年から参加している文化庁「ndjc:若手映画作家育成プロジェクト」では、これまで『けものがにげる』（村松正浩監督）、『屋根の上の赤い女』（岡太地監督）『直下型の女』（タテナイケンタ監督）の製作を行った。現在も入選監督の推薦を継続している。
2010年からは、東京国際映画祭との提携企画として、当年の「PFFアワード」グランプリ作品を上映。
2014年、ぴあフィルムフェスティバルが川喜多賞を受賞。
2017年4月、より公共的な事業としての継続・発展を目指し、「一般社団法人PFF」を設立。
2020年には「大島渚賞」を創設。「大島渚賞」は、映画の未来を拓き、世界へ羽ばたこうとする、若くて新しい才能に対して贈られる映画賞。審査員長は音楽家の坂本龍一が務め、第一回の受賞者に小田香が選ばれた。
2021年5月からは、東京メトロポリタンテレビジョンのサブチャンネル（TOKYO MX2）にて、当フェスティバル入賞作品を地上波放映する『〜映画監督への登竜門〜 PFFアワード・セレクション』の放送を開始。同年10月からは、千葉テレビ放送のサブチャンネル（チバテレ ミライチャンネル）でも同様の企画『チバミライチャンネル 〜ミライの巨匠たち〜 PFFアワード・ベストセレクション』を放送している。なお、過去にはBSスカパー!でもセレクション放映が行われたことがある。

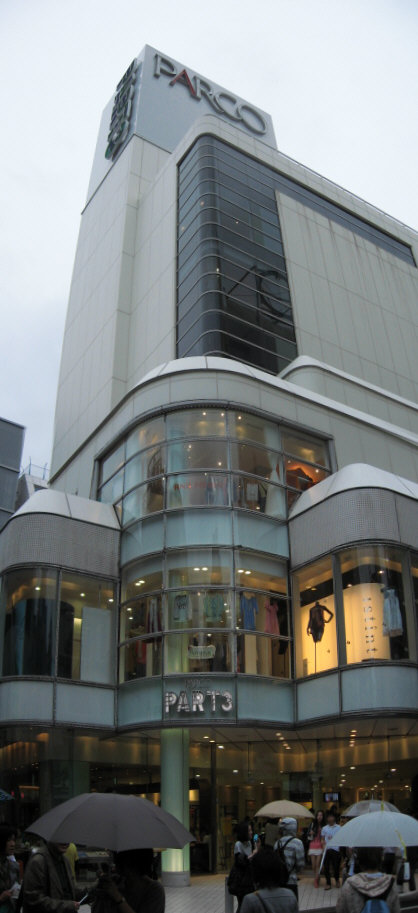
2013年（第35回）会場の「シネクイント」がある渋谷PARCO Part3

## 活動内容
PFFの活動は、「才能の発見」「才能の紹介」「才能の育成」の3ステップで構成されている。
「才能の発見」（PFFアワード）
このコンペティション最大の特徴は、作品の内容、完成尺や形態、応募者の年齢、経験等、通常のコンペでは制限される部分に規定が設けられていない事である。既述の「第一回自主制作映画展」では77作品だった応募数は年々増え続け、現在では500本前後が公募に寄せられている。応募締切日から4ヶ月に渡る審査を経て選ばれた入選作品は、その年のぴあフィルムフェスティバルで上映され、最終日に開催される表彰式においてグランプリ他、受賞作品が決定する。最終審査員は映画監督を中心に、現役で活躍しているクリエーター5人で構成されている。
「才能の紹介」
ぴあフィルムフェスティバルの上映に加え、既述の東京国際映画祭でのグランプリ作品上映、受賞作やスカラシップ作品等の海外映画祭への出品、DVDリリースをはじめ、劇場公開、その他テレビやWEBを通して映画祭開催地以外にも、監督、作品の紹介を推進している。また、ぴあフィルムライブラリー（PFL）を設置し、所蔵する多数のアワード入選作品やPFFスカラシップ作品などを上映会や専門学校の授業等に貸し出し、「映画」としての上映を望む団体へ協力している。
「才能の育成」（PFFスカラシップなど）
1984年から始まったPFFスカラシップは、PFFが企画から製作、国内外での公開(映画祭出品を含む)、DVDリリース、配信等までをトータルプロデュースすることで、監督に映画製作の本質を学んでもらう事を目的とした世界でも極めて稀な長編映画製作援助制度である。選考は、毎年「PFFアワード」の受賞者が対象となり、次回作の企画、脚本等を提出、その年のPFFパートナー各社のプロデューサーを含め、対象者との面談を経て審査し、その年の最も期待したいフィルムメーカー1名にスカラシップ作品監督権が与えられる。その後、PFFスカラシップ専任プロデューサーと共に、受賞から1年に及ぶ企画開発の後撮影に入り、受賞から2年後のぴあフィルムフェスティバルにてプレミア上映され、海外映画祭出品を経て劇場公開されることを基本としている。
また、前述の通り2005年度より早稲田大学との産学連携が始まり、最新デジタル機器・設備を備えた同大大学院国際情報通信研究科へ、アワード入選監督が推薦入学できる制度を設立。これまでに14名が就学した。2006年からは、文化庁若手映画作家育成プロジェクトに参画し、PFFアワード入選監督による短編映画製作に携わるなど、スカラシップ以外の育成事業にも力を注いでいる。
その他、「ぴあフィルムフェスティバル」の招待作品部門としてフランソワ・トリュフォー、ルイス・ブニュエル、マキノ雅弘、NYインディーズ特集（ジョン・ウォーターズ、ジム・ジャームッシュ、スパイク・リー等を招聘）、ケン・ラッセル、ロバート・アルトマン、クリント・イーストウッド（初期作品）、ミヒャエル・ハネケ、アレックス・コックス、テオ・アンゲロプロス、ダグラス・サーク、若松孝二、大島渚、サミュエル・フラー、ロバート・アルドリッチなど多彩な監督を特集するとともに、日本映画の魅力を数多くの人に伝えることを目的に、2001年から現在まで続く「ミューズ　シネマ・セレクション　世界が注目する日本映画たち」（財団法人所沢市文化振興事業団主催）に企画制作として参画。
また、1980年代以降、当時としては、まとめて紹介されることの少なかったオーストラリア、ニュージーランド、カナダ並びにケベック州、オランダなどの各国大使館と連携した映画祭や国際交流基金主催のアジア、アラブ地域の映画祭などの運営に携わるなど、様々な形で国内での映画振興に努めている。

## PFFアワード入選者
- 長尾直樹（1977年、『THE GREAT ADVENTURE OF PHOENIX』）
- 石井聰亙（1978年、『突撃!博多愚連隊』）
- 宇田川幸洋（1978年、『おろち』）
- 長崎俊一（1978年、『ユキがロックを棄てた夏』）
- 森田芳光（1978年、『ライブイン茅ヶ崎』）
- 犬童一心（1979年、『気分を変えて?』）
- 手塚眞（1979年、『UNK』/1981年、『HIGH-SCHOOL-TERROR』）
- 松井良彦（1979年、『錆びた缶空』）
- 山川直人（1979年、『ビハインド』）
- 河本浩志（現・ヤン・カワモト）（1979年、『兎が眠っているよ』）
- 飯田譲治（1981年、『休憩』）
- 緒方明（1981年、『東京白菜関K者』）
- 黒沢清（1981年、『しがらみ学園』）
- 松岡錠司（1981年、『三月』/1984年、『田舎の法則』）
- 笹平剛（現・利重剛）（1981年、『教訓I』）
- 倉田恵子（現・吉村元希[10]）（1981年、『放課後』）
- 島田元（1982年、『リトル・ウィング』）
- 中島哲也（1982年、『はの字忘れて』）
- 東山充裕（1983年、『the story of “CARROT FIELD”』）
- 浅野秀二（1983年、『この道はいつか来た道』）
- 暉峻創三（1983年、『革命前夜』）
- 樋口尚文（1983年、『ファントム』）
- 風間志織（1984年、『0×0（ゼロカケルコトノゼロ）』）
- 塩田明彦（1984年、『ファララ』）
- 石井秀人（1985年、『家、回帰』）
- 斎藤久志（1985年、『うしろあたま』）
- 七里圭（1986年、『時を駆ける症状』）
- 諏訪敦彦（1985年、『はなされるGANG』）
- 小松隆志（1986年、『いそげブライアン』）
- 園子温（1986年、『俺は園子温だ!!』/1987年、『男の花道』）
- 成島出（1986年、『みどり女』）
- 橋口亮輔（1986年、『ヒュルル…1985』/1989年、『夕辺の秘密』）
- 平野勝之（1986年、『砂山銀座』）
- 井川耕一郎（1987年、『ついのすみか』）
- 大谷健太郎（1988年、『青緑』/1991年、『私と、他人になった彼は』）
- 大嶋拓（1988年、『ドコニイルノ？』）
- 鈴木卓爾（1988年、『にじ』）
- 塚本晋也（1988年、『電柱小僧の冒険』）
- 秋山貴彦（1988年、『宇宙虫』）
- 篠原哲雄（1989年、『RUNNING　HIGH』）
- 谷口正晃（1989年、『洋子の引越し』）
- 天願大介（1990年、『妹と油揚』）
- 矢口史靖（1990年、『雨女』）
- 古厩智之（1992年、『灼熱のドッジボール』）
- 奥原浩志（1993年、『ピクニック』/1994年、『砂漠の民カザック』）
- 中村義洋（1993年、『五月雨厨房』）
- 熊澤尚人（1994年、『りべらる』）
- 佐藤信介（1994年、『寮内厳粛』）
- 豊島圭介（1994年、『悲しいだけ』）
- 相澤虎之助（1995年、『JUDGE NOT』）
- 熊切和嘉（1997年、『鬼畜大宴会』）
- 古澤健（1997年、『home sweet movie』）
- 白石晃士（1999年、『風は吹くだろう』）
- 深川栄洋（2000年、『ジャイアントナキムシ』/2001年、『自転車とハイヒール』）
- 李相日（2000年、『青〜chong』）
- 吉野耕平（2000年、『夜の話』/2002年、『水路の兄弟』/2004年、『くみかえの日』）
- 井口奈己（2001年、『犬猫』）
- 荻上直子（2001年、『星ノくん・夢ノくん』）
- タナダユキ（2001年、『モル』）
- 内田けんじ（2002年、『WEEKEND　BLUES』）
- 筧昌也（2003年、『美女缶』）
- 三浦大輔（2003年、『はつこい』）
- 内田伸輝（2003年、『えてがみ』/2008年、『かざあな』）
- 岩田ユキ（2004年、『新ここからの景』）
- 高橋泉（2004年、『ある朝スウプは』）
- 廣末哲万（2004年、『さよなら さようなら』）
- 山田雅史（2004年、『つぶろの殻』）
- 熊坂出（2005年、『珈琲とミルク』）
- 岨手由貴子（2005年、『コスプレイヤー』/2008年、『マイム マイム』）
- 内藤隆嗣（2006年、『MIDNIGHT PIGSKIN WOLF』）
- 石井裕也（2007年、『剥き出しにっぽん』）
- 市井昌秀 （2008年、『無防備』/2006年、『隼』）
- 吉田光希 （2008年、『症例X』）
- 大畑創（2009年、『大拳銃』）
- 蔦哲一朗（2009年、『夢の島』）
- 奥田庸介（2010年、青春墓場 明日と一緒に歩くのだ』）
- 堀内博志（2010年、『反抗』）
- 廣原暁（2010年、『世界グッドモーニング!!』）
- 勝又悠（2011年、『オードリー』）
- 森岡龍（2011年、『ニュータウンの青春』/2010年、『硬い恋人』/2008年、『つつましき生活』）
- 鶴岡慧子（2012年、『くじらのまち』）
- 山戸結希（2012年、『Her Res～出会いをめぐる三分間の試問3本立て～』）
- 渡部亮平（2012年、『かしこい狗は、吠えずに笑う』）
- 渡辺大知（2014年、『モーターズ』）
- 清原惟（2014年、『暁の石』/2015年、『ひとつのバガテル』/2017年、『わたしたちの家』）[11]
- 首藤凜（2016年、『また一緒に寝ようね』）
- 山中瑶子（2017年、『あみこ』）
- 小川紗良（2018年、『最期の星』）
- 中尾広道 （2019年、『おばけ』）
- 石田智哉（2020年、『へんしんっ！』）
- 東盛あいか（2021年、『ばちらぬん』）
- 河野宏紀（2022年、『J005311』）
- 中野晃太 （2023年、『リテイク』）

## PFFスカラシップ作品
- 第1回 『イみてーしょん、インテリあ。』（監督：風間志織）
- 第2回 『はいかぶり姫物語』（斎藤久志）
- 第3回 『バス』（小松隆志）
- 第4回 『自転車吐息』（園子温）
- 第5回 『大いなる学生』（小池隆）
- 第6回 『二十才の微熱』（橋口亮輔）
- 第7回 『裸足のピクニック』（矢口史靖）
- 第8回 『この窓は君のもの』（古厩智之）
- 第9回 『タイムレス メロディ』（奥原浩志）
- 第10回 『空の穴』（熊切和嘉）
- 第11回 『IKKA：一和』（川合晃）
- 第12回 『BORDER LINE』（李相日）
- 第13回 『バーバー吉野』（荻上直子）
- 第14回 『運命じゃない人』（内田けんじ）
- 第15回 『水の花』（木下雄介）
- 第16回 『14歳』（廣末哲万）
- 第17回 『パーク アンド ラブホテル』（熊坂出）
- 第18回 『不灯港』（内藤隆嗣）
- 第19回 『川の底からこんにちは』（石井裕也）
- 第20回 『家族X』（吉田光希）
- 第21回 『恋に至る病』（木村承子）
- 第22回 『HOMESICK』（廣原暁）[13]
- 第23回『過ぐる日のやまねこ』（鶴岡慧子）
- 第24回『サイモン＆タダタカシ』（小田学）
- 第25回『猫と塩、または砂糖』（小松孝）
- 第26回『すべての夜を思いだす』（清原惟）[14]
- 第27回『裸足で鳴らしてみせろ』（工藤梨穂）